# Under Wraps
| Recensione       | Giudizio |
| ---------------- | -------- |
| AllMusic         |          |
| Progarchives     |          |
| George Starostin | [ 1 ]    |

(da "Radio Free Moscow")
Under Wraps è un album della band progressive rock inglese Jethro Tull, pubblicato nel 1984.

## Il disco
Under Wraps è indubbiamente l'album più controverso della band fin dai tempi di A Passion Play. 
Letteralmente dominato dall'elettronica (non c'è un batterista, un uso massiccio della drum machine, i suoni delle percussioni vengono programmati dallo stesso Anderson) è forse l'album che ha diviso più di tutti i fans: da una parte c'è chi lo considera un album eccezionale per l'originalità e per l'inventiva, dall'altra chi lo considera eccessivamente artificioso, troppo distante dalla tradizione tulliana. Ciononostante è invece l'album preferito in assoluto del chitarrista del gruppo, Martin Barre, come egli stesso ha dichiarato in un'intervista.
11 delle 15 canzoni totali sono state scritte dal duo Anderson-Vettese mentre colpisce particolarmente lo scarso utilizzo del flauto traverso.
Nella versione originale in vinile sono state escluse 4 tracce poi reinserite sin dalla prima stampa in CD. Le 4 tracce bonus sono: Astronomy, Tundra, Automotive Engineering e General Crossing. Di queste l'unico brano inedito è General Crossing: le altre erano state precedentemente pubblicate nel 1984 nell'EP Lap Of Luxury

### Le difficoltà durante il tour
Vista l'assenza di un batterista durante le registrazioni, Doane Perry fu invitato per l'imminente tour. Under Wraps si rivelò poi essere il disco più difficile in assoluto da esibire dal vivo, sia dal punto di vista strumentale sia da quello vocale. Infatti in quel periodo Anderson cominciò a soffrire di diverse malattie alla gola e alle corde vocali, dovute probabilmente ad un uso sconsiderato della propria voce essendo egli un cantante fai-da-te, senza mai aver studiato particolari tecniche di canto o di modulazione della voce. Addirittura Anderson subì un'operazione alle corde vocali ma questo non migliorò la situazione.
Da quell'anno la sua voce ha subito dei progressivi peggioramenti, divenendo sempre più limitata, fatto riscontrabile durante le odierne esibizioni live.

## Tracce
Tutte le canzoni sono state scritte da Ian Anderson se non indicato diversamente.
1. Lap of Luxury – 3:35
2. Under Wraps #1 – 3:59
3. European Legacy – 3:23
4. Later, That Same Evening – 3:51 - Anderson-Vettese
5. Saboteur – 3:31 - Anderson-Vettese
6. Radio Free Moscow – 3:40 - Anderson-Vettese
7. Astronomy – 3:38 - Anderson-Vettese
8. Tundra – 3:41 - Anderson-Vettese
9. Nobody's Car – 4:08 - Anderson-Barre-Vettese
10. Heat – 5:37 - Anderson-Vettese
11. Under Wraps #2 – 2:14
12. Paparazzi – 3:47 - Anderson-Barre-Vettese
13. Apogee – 5:28 - Anderson-Vettese
14. Automotive Engineering – 4:05 - Anderson-Vettese
15. General Crossing – 4:02 - Anderson-Vettese

## Formazione
- Ian Anderson - voce, flauto traverso, chitarra acustica, drum machine
- Martin Barre - chitarra
- Peter-John Vettese - tastiere
- Dave Pegg - basso